# Ange-François Fariau de Saint-Ange
Ange-François Fariau de Saint-Ange, dit Saint-Ange, né le 13 octobre 1747 à Blois et mort le 8 décembre 1810 à Paris, est un poète et traducteur français.

## Biographie
Né d'un père conseiller du roi, il fait ses études au collège des jésuites de Blois, puis au collège Sainte-Barbe de Paris. Il acquiert dès son jeune âge une réputation pour sa lourdeur d'esprit sans pareille. Protégé de Turgot, il obtient une place au contrôle général et il collabore à la partie littéraire du Mercure de France de 1779 à 1790. Cependant, il se retrouve sans ressources à la Révolution et il est le seul rédacteur du Journal encyclopédique de 1794 à 1798. À la chute de Robespierre, il trouve un emploi dans l'agence de l'habillement des troupes, puis devient ensuite professeur de belles-lettres, puis de grammaire générale et raisonnée, à l'école centrale de la rue Saint-Antoine en 1799, devenue aujourd'hui lycée Charlemagne. Il est ensuite professeur d'éloquence latine à la Faculté des lettres de Paris de 1809 jusqu'à sa mort. Il est élu membre de l'Académie française en 1810. Lors de son discours de réception, pressentant que sa santé chancelante ne lui permettrait pas d'y siéger longtemps, il déclare : « Je fais violence, en ce moment, aux souffrances continuelles et intolérables qui m'avertissent que l'ombre de l'académicien que je remplace attend la mienne. » Trois mois plus tard, il succombe à la suite d'une chute en se rendant à l'Institut.

## Son œuvre
Saint-Ange s'est fait connaître tout d'abord pour ses traductions de l'écrivain écossais Henry Mackenzie, dont il traduisit deux romans picaresques, puis pour ses traductions d'Ovide. Ces dernières furent dans l'ensemble peu appréciées ; on aurait même dit de sa version du Remède d'amour qu'elle était « un remède contre l'art d'aimer. » Après s'être essayé sans succès au théâtre, il publia un volume de Mélanges de poésies contenant des stances, des odes, des épitres, des fables et des poésies diverses. Saint-Ange a édité en outre les mémoires posthumes de son ami l'académicien Michel Paul Guy de Chabanon, dont les confessions sur sa vie amoureuse firent scandale à leur parution en 1795.

## Deux portraits
- Melchior Grimm

« M. de Saint-Ange, le traducteur des Métamorphoses d'Ovide, a dans son maintien cet air langoureux et niais qu’on a remarqué quelquefois dans la tournure de ses vers. Ayant été, comme les autres gens de lettres, présenter ses hommages à M. de Voltaire, il voulut finir sa visite par un coup de génie, et lui dit en tournant doucement son chapeau entre ses doigts : « Aujourd’hui, monsieur, je ne suis venu voir qu'Homère ; je viendrai voir un autre jour Euripide et Sophocle, et puis Tacite, et puis Lucien, etc. — Monsieur, je suis bien vieux : si vous pouviez faire toutes ces visites en une fois ? » »

- François-René de Chateaubriand

« Le traducteur d'Ovide n'était pas un homme sans talent ; le talent est un don, une chose isolée ; il se peut rencontrer avec les autres facultés mentales, il peut en être séparé : Saint-Ange en fournissait la preuve ; il se tenait à quatre pour n'être pas bête, mais il ne pouvait s'en empêcher. »

## Publications

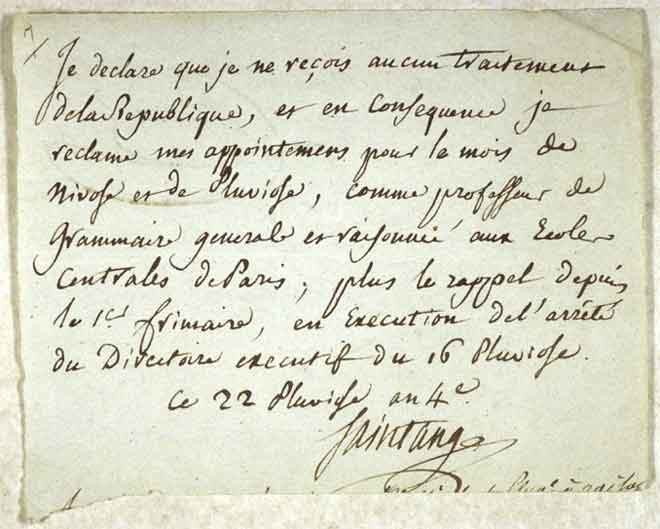
Lettre autographe de Saint-Ange réclamant ses appointements de professeur, le 11 février 1796.
« Je déclare que je ne reçois aucun traitement de la République, et en conséquence je réclame mes appointemens pour le mois de Nivose et de Pluviose, comme professeur de grammaire générale et raisonnée aux Écoles Centrales de Paris ; plus le rappel depuis le 1er frimaire, en execution de l'arrêté du Directoire exécutif du 16 Pluviose. Le 22 Pluviose an 4e. »

- L'École des pères, comédie en trois actes et en vers, pièce refusée par les Comédiens Français le 30 juillet 1782
- Mélanges de poésies (1802)
- Œuvres de Saint-Ange (11 volumes, 1823-24)

Traductions de Henry Mackenzie
- L'Homme sensible (1775)
- L'Homme du monde, roman moral (1775)

Traductions d'Ovide
- Les Métamorphoses d'Ovide en vers françois. Liv. I, II, III. Avec un discours préliminaire, des notes et des pièces de vers et de prose relatives à l'ouvrage (1785)
- Les Métamorphoses d'Ovide en vers françois. Livre IV [-VI] (1787-1789)
- L'Art d'aimer, d'Ovide, traduction en vers, avec des remarques (1807)
- Les Métamorphoses d'Ovide, traduites en vers, avec des remarques et des notes, par M. Desaintange, nouvelle édition, revue, corrigée, le texte latin en regard et ornée de 141 estampes, gravées, sur les dessins des meilleurs peintres, Moreau le jeune et autres (4 volumes, 1808)
- Les Fastes d'Ovide, traduction en vers (1809)
- Le Remède d'amour, poëme, suivi de l'Heroïde, des Regrets sur la mort de Tibulle, d'un choix de quelques élégies d'Ovide, etc., avec le texte latin et des notes (1811)